# Venera-D
La sonda Venera-D (Венера-Д) és un projecte espacial rus d'exploració de Venus, que incorpora un orbitador i un mòdul de descens. S'espera llançar-la cap al 2031. S'inspira en la missió nord-americana Magellan, però usarà un sistema de radar de major potència. És el primer projecte espacial rus relacionat amb Venus. Pretén servir de model experimental d'una nova generació de sondes russes destinades a la investigació d'aquell planeta, que culminaran amb mòduls de descens i aterratge capaços de suportar les adverses condicions de l'atmosfera de Venus (les sondes Venera precedents van ser llançades per la Unió Soviètica). S'espera que el seu mòdul de descens sigui capaç de suportar el dur mediambient de Venus durant més de l'hora i mitja que és el màxim que havien aconseguit les sondes soviètiques. Precisament, la "D" de Venera-D prové de "dolgozhivuschaya", que vol dir "llarga durada" en rús. La sonda serà enviada amb un coet Angara A5.

## Desenvolupament
El projecte va ser aprovat el 22 d'octubre de 2005, pel decret No. 635. Durant el 5è. International Aerospace Congress desenvolupat a Moscou a l'agost de 2006, el representant de l'Agència Espacial Federal russa, Vitaly Davydov, va considerar a la Venera-D com un dels projectes de la major importància i prioritat dins de la indústria espacial russa actual.
La Venera-D és el primer projecte espacial rus relacionat amb l'exploració del planeta Venus (deixant de costat el programa Venera i el programa Vega, desenvolupats per l'antiga Unió Soviètica). La Venera-D pretén servir de model experimental d'una nova generació de sondes russes destinades a la investigació de Venus, que culminaran amb mòduls de descens i aterratge capaços de suportar les adverses condicions de l'atmosfera venusiana. Està previst que la Venera-D sigui llançada a bord d'un coet Angara A3.
La Venera-D forma part d'un programa de renovació de la indústria espacial de Rússia, al costat de les missions Lluna-Glob, la primera sonda russa a la Lluna des de la soviètica Lluna 24 de 1976 i Mars-Grunt, la primera sonda russa a Mart després del fracàs de la Mars 96 en 1996 i la Phobos-Grunt en 2011.
Durant 2008, l'IKI va publicar un informe resumint els resultats de la segona i última etapa de l'estudi previ d'investigació i desenvolupament del projecte de la sonda, titulat "Development of methods for complex research of Venus with the use of an orbiter, balloons, and a long-duration lander". Segons l'estudi preliminar, s'estableixen una sèrie de característiques de referència per a la missió:
- Un orbitador d'entre 40 i 50 quilograms de pes total;
- Un globus sonda atmosfèric de 20 kg de pes i una vida útil de 5 dies;
- Una sonda d'aterratge de 10-15 kg, incloent un petit mòdul de llarga durada amb 4,5 kg d'instruments científics;

A l'octubre de 2009 l'IKI va organitzar una conferència científica internacional presentant els objectius de la sonda. La sonda estarà composta, segons els plans de 2009, per:
- Un orbitador de 600 kg amb una càrrega útil de 50 a 60 kg. La vida operativa del mateix serà de 2 anys.
- Dos globus sonda atmosfèrics de 150 kg cadascun, amb una càrrega útil de 5 a 15 kg i amb una vida estimada de 8 dies. Portaran cadascun 4 mini-sondes de 2 kg.
- Una sonda d'aterratge d'entre 150 i 170 kg amb entre 20 i 25 kg d'instruments científics i una vida útil d'1 hora sobre la superfície.

D'altra banda, al novembre del mateix any, Roskosmos va posposar el seu llançament fins a 2016. Amb posterioritat, a l'abril de 2012 i després del fracàs de la Phobos-Grunt al novembre de 2011, es va anunciar que el llançament de la missió seria endarrerit fins al 2024.
Al setembre de 2020, la possible detecció de fosfina a l'atmosfera de Venus pel ALMA (el telescopi terrestre d'Atacama, a Xile), esperonà un impuls renovat per implementar el projecte. No obstant, a partir del 2022, a causa de les complicacions sorgides amb la invasió d'Ucraïna per Rússia, el projecte ha estat ajornat novament, i ara no s'espera llançar-lo abans del 2031 (l'última finestra d'accés fàcil en el més pròxim futur).